# Thelypteris negligens
Thelypteris negligens là một loài thực vật có mạch trong họ Thelypteridaceae. Loài này được (Jenman) Proctor miêu tả khoa học đầu tiên năm 1981.